# Mohamed Rabie Meftah
Mohamed Rabie Meftah (Tizi Ouzou, 5 de maio de 1985) é um futebolista profissional argelino que atua como defensor.

## Carreira
Mohamed Rabie Meftah representou o elenco da Seleção Argelina de Futebol no Campeonato Africano das Nações de 2017.